# Joseph Đỗ Mạnh Hùng
Joseph Đỗ Mạnh Hùng (Saigon, 15 settembre 1957) è un vescovo cattolico vietnamita, dal 3 dicembre 2019 vescovo di Phan Thiết.

## Biografia
Joseph Đỗ Mạnh Hùng è nato il 15 settembre 1957 a Saigon. È entrato nel seminario minore di Saigon nel 1968 e successivamente ha frequentato il Seminario maggiore interdiocesano di San Giuseppe sempre a Saigon, terminando gli studi nel 1982.
È stato ordinato presbitero il 30 agosto 1990. Dopo la sua ordinazione è stato vicario parrocchiale e professore di lingua inglese al Seminario maggiore. Successivamente, nel 1993, è stato inviato in Francia per completare la sua formazione accademica presso l'Institut catholique de Paris dove ha conseguito il dottorato in teologia nel 1998. Tornato in patria, ha ricoperto il ruolo di direttore spirituale e professore di teologia al seminario maggiore di Saigon e dal 2011 ne è stato vice-rettore. Negli anni ha svolto anche l'incarico di responsabile dell'Associazione sacerdotale del Prado, segretario della Commissione episcopale per il clero e i seminaristi e dal 2014 cancelliere dell'arcidiocesi di Hô Chí Minh e segretario dell'arcivescovo.

### Ministero episcopale
Il 25 giugno 2016 papa Francesco lo ha nominato vescovo ausiliare di Hô Chí Minh, assegnandogli la sede titolare di Liberalia. Ha ricevuto l'ordinazione episcopale il 4 agosto 2016 per imposizione delle mani dell'arcivescovo Paul Bùi Văn Đọc. In seguito all'improvvisa morte di monsignor Bùi, è stato nominato amministratore apostolico dell'arcidiocesi, ruolo che ha svolto dall'8 marzo 2018 all'11 dicembre 2019.
Il 3 dicembre 2019 lo stesso papa Francesco lo ha nominato vescovo di Phan Thiết; ha preso possesso della diocesi il 12 dicembre seguente.
In seno alla Conferenza episcopale del Vietnam è stato presidente del Comitato per la pastorale dei migranti dal 2016 al 2019 e prima vice-presidente e poi presidente del Comitato per il clero e i seminaristi dal 2016 al 2022. Dal 7 ottobre 2022 è segretario generale della Conferenza episcopale del Vietnam.

## Genealogia episcopale
La genealogia episcopale è:
- Cardinale Scipione Rebiba
- Cardinale Giulio Antonio Santori
- Cardinale Girolamo Bernerio, O.P.
- Arcivescovo Galeazzo Sanvitale
- Cardinale Ludovico Ludovisi
- Cardinale Luigi Caetani
- Cardinale Ulderico Carpegna
- Cardinale Paluzzo Paluzzi Altieri degli Albertoni
- Papa Benedetto XIII
- Papa Benedetto XIV
- Papa Clemente XIII
- Cardinale Marcantonio Colonna
- Cardinale Giacinto Sigismondo Gerdil, B.
- Cardinale Giulio Maria della Somaglia
- Cardinale Carlo Odescalchi, S.I.
- Cardinale Costantino Patrizi Naro
- Cardinale Lucido Maria Parocchi
- Papa Pio X
- Papa Benedetto XV
- Papa Pio XII
- Cardinale Eugène Tisserant
- Papa Paolo VI
- Arcivescovo Angelo Palmas
- Vescovo Jacques Nguyễn Ngọc Quang
- Vescovo Emmanuel Lê Phong Thuận
- Cardinale Jean-Baptiste Phạm Minh Mẫn
- Arcivescovo Paul Bùi Văn Đọc
- Vescovo Joseph Đỗ Mạnh Hùng